# Plantago maris-mortui
Plantago maris-mortui är en grobladsväxtart som beskrevs av Alexander Eig. Plantago maris-mortui ingår i släktet kämpar, och familjen grobladsväxter. Inga underarter finns listade i Catalogue of Life.